# STS Siedow
STS Siedow (ros. Седов, transkr. ang. Sedov) – największy żaglowiec szkolny świata, czteromasztowy bark, jeden z ostatnich windjammerów. Przez wiele lat był największym żaglowcem w ogóle, lecz oddał pierwszeństwo wycieczkowemu Royal Clipper.

## Historia i rejsy
Żaglowiec został zbudowany w 1921 r. w stoczni Friedrich Krupp Germaniawerft w Kilonii dla towarzystwa żeglugowego F. A. Vinnen (kapitan ż. w. Lorenz Peters (1921-1936)). Otrzymał wówczas nazwę Magdalene Vinnen II (pierwszy „Magdalene Vinnen I”, ex „Dunstaffnage’, był również czteromasztowym barkiem). Oprócz zadań szkoleniowych, pływał jako żaglowiec towarowy, wożąc saletrę z Chile. W 1936 zmienił armatora na Norddeutscher Lloyd i nazwę na Kommodore Johnsen, dalej służąc jako żaglowiec towarowy.
Osobą, która doradziła władzom NDL-u, by zakupiły właśnie „Magdalene Vinnen II”, był kapitan ż. w. Otto Lehmberg, podówczas jeden z etatowych kapitanów NDL-u. Wcześniej dokonał on inspekcji barku „L’Avenir”, odradzając władzom NDL-u jego zakup. Statek ten – ostatni żaglowiec, jaki zbudowała stocznia Rickmersa – został następnie zakupiony przez hamburski HAPAG i – po zmianie nazwy na „Admiral Karpfanger” – zatrudniony w charakterze jednostki szkoleniowej. Nie powrócił z pierwszego rejsu, przepadając w rejonie Przylądka Horn w 1938 roku.
Podczas jednego z pierwszych rejsów w charakterze szkolnego statku NDL-u „Kommodore Johnsen”, dowodzony przez kapitana Ottona Lehmberga, omal nie przewrócił się w silnym sztormie na Atlantyku. Wracał wówczas z ładunkiem jęczmienia z Argentyny do Europy; ładunek przemieścił się w ładowni, powodując niebezpieczny przechył. Załoga rozpoczęła trymowanie statku własnymi siłami i wezwała pomoc. Jednym ze statków, który odpowiedział na wezwanie, był motorowy zbiornikowiec „Winkler” pod banderą panamską (6927 BRT, kpt. Gaaso). Dowódca tego statku w pomysłowy sposób określił pozycję wzywającego pomocy „Johnsena” (wykreślił namiary z kilku statków na sygnał emitowany przez niemiecki bark – linie przecięły się idealnie w jednym punkcie), a następnie ruszył na pomoc i na miejscu wylał do morza nieco przewożonego oleju, co złagodziło falę i pozwoliło marynarzom z „Johnsena” dokończyć trymowanie ładunku i uratować nie tylko własne życie, ale i sam statek. Opowiada o tym sam kapitan Lehmberg w swoich wspomnieniach (50 Jahre Seemannsleben), zawartych m.in. w wydanej w końcu lat 50. XX w. książce 'Das große Buch der Seefahrt’ (ss. 84-97).
Po II wojnie światowej został przyznany ZSRR jako część reparacji wojennych i przemianowany na „Siedow”, na cześć rosyjskiego polarnika Georgija Siedowa (1877-1914). Pierwszy rejs pod nową banderą „Siedow” odbył w 1952 roku jako szkolny statek Marynarki Wojennej ZSRR. Później był statkiem szkolnym Ministerstwa Rybołówstwa. W 1957 r. prowadził badania hydrograficzne na Atlantyku, pełniąc funkcję statku oceanograficznego Akademii Nauk. W latach 1975–1981 stacjonował w Kronsztadzie.

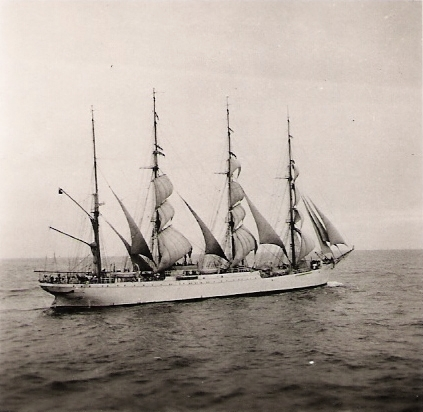
Siedow w 1955/56 r.

Po remoncie w 1981 r. powrócił do aktywnego pływania. W 1982 r. po raz pierwszy w swej historii przybył do Szczecina. Od 1986 r. uczestniczył w regatach Operacji Żagiel (Cutty Sark Tall Ship Races). Od 1991 roku armatorem był Uniwersytet Techniczny w Murmańsku, a obecnie Wyższa Szkoła Morska w Królewcu. W 2007 r. gościł w Szczecinie na finale The Tall Ships’ Races 2007 (Operacja Żagiel).
Latem 2020 roku, „Siedow”, jako pierwszy statek o napędzie żaglowym, przepłynął samodzielnie przez Przejście północno-wschodnie z Oceanu Spokojnego, przez Cieśninę Beringa, Ocean Arktyczny, wzdłuż północnych brzegów Rosji do Murmańska. W czasie całego rejsu akwen ten był wolny od kry i gór lodowych.
Do czasu (początek lat 90.) zwodowania ogromnych pasażerskich wycieczkowców żaglowych (Star Clipper) pozostawał największym żaglowcem na świecie.
| Lp.        | Kapitan                                    | Bandera      | Lata         |
| ---------- | ------------------------------------------ | ------------ | ------------ |
| I          | Lorenz Peters                              | • III Rzesza | 1921 – 1936  |
| II         | Otto Lehmberg                              | III Rzesza   | 1936 – 1937  |
| III        | Gottfried Clausen                          | III Rzesza   | 1937 – 1945  |
| IV         | -                                          | ZSRR         | 1946 – 1954  |
| V          | Piotr Sergiejewicz Mitrofanow              | ZSRR         | 1954 – 1966  |
| VI         | Mituricz                                   | ZSRR         | 1966 – 1968  |
| VII        | Piotr S. Mitrofanow                        | ZSRR         | 1968 – 1975  |
| VIII       | W. T. Rojew                                | ZSRR         | 1975 – 1981  |
| IX         | Aleksiej Pierewozczikow                    | ZSRR         | 1981 – 1984  |
| X          | -                                          | ZSRR         | 1984 – 1986  |
| XI         | Aleksiej Pierewozczikow                    | ZSRR         | 1986 – 1993  |
| XII • XIII | Aleksiej Pierewozczikow • Wiktor Miszionew | Rosja        | 1993 – 1997  |
| XIV • XV   | Wiktor Miszionew • Dmitrij Poliakow        | Rosja        | 1997 – teraz |